# Karting

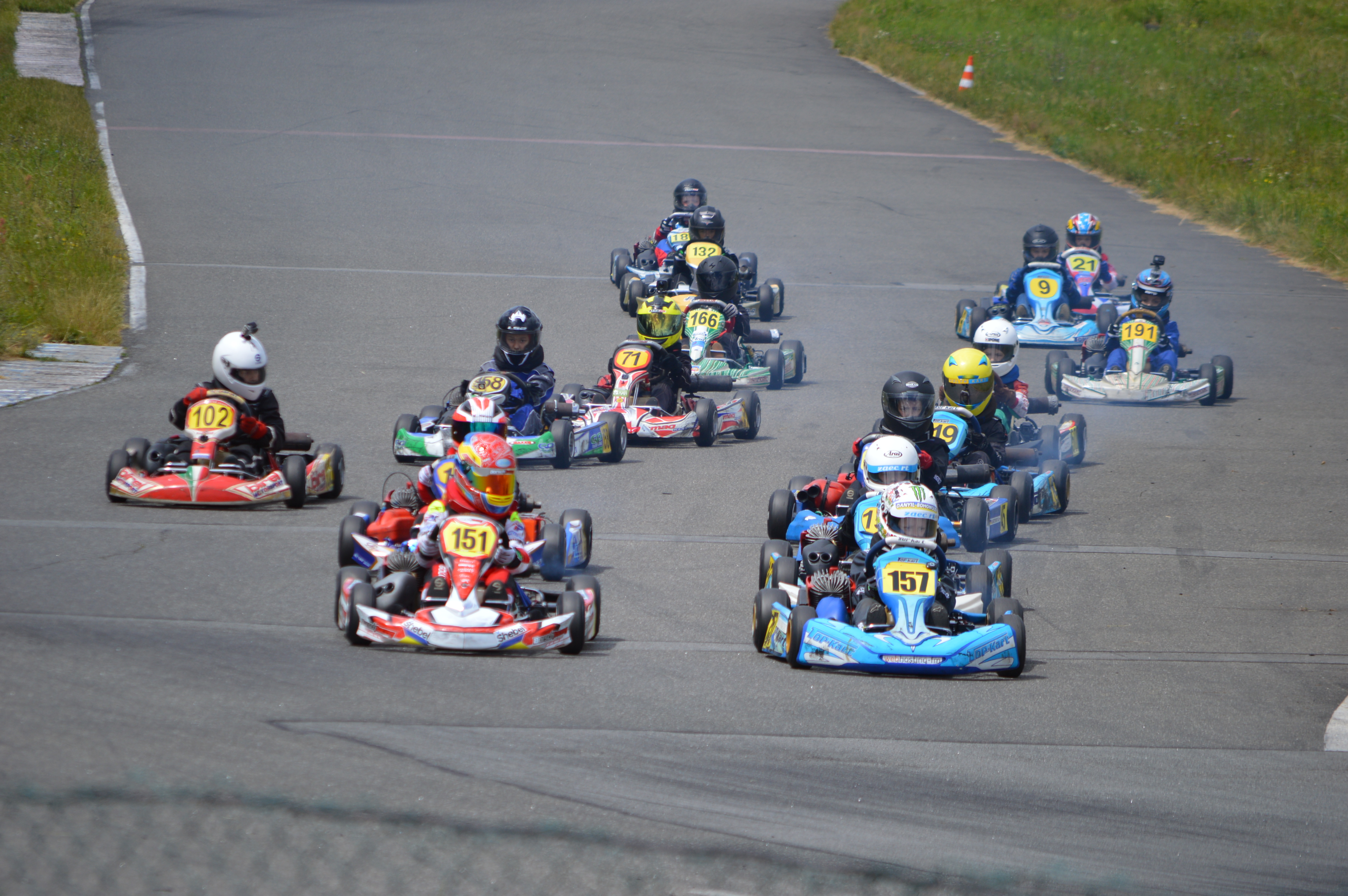
Una gara sprint in un evento di kart

Il karting è una specialità dello sport motoristico effettuata con piccoli veicoli a quattro ruote dal telaio tubolare d'acciaio, privi di sospensioni e dotati di motore a combustione interna. I veicoli sono detti kart, nome commerciale di uno dei primi esemplari disponibili sul mercato statunitense.
Il karting è anche propedeutico a una carriera da pilota automobilistico, e molti dei più grandi piloti di Formula 1 sono stati, in gioventù, kartisti di livello internazionale; fra questi i campioni del mondo Michael Schumacher (CRG e Tony Kart), Ayrton Senna (DAP), Alain Prost, Fernando Alonso (MW - Rakama Mike Wilson), Kimi Räikkönen (Gillard), Lewis Hamilton (CRG e Parolin), Jenson Button (Tecno) Max Verstappen, Charles Leclerc. Essi hanno continuato a utilizzare i kart per tenersi in allenamento. Eloquente fu la partecipazione nel 2001 del 7 volte campione del mondo di F1 Michael Schumacher alla finale del campionato del mondo di karting classe 100 cm³ "Formula Super A" vinto dall'italiano Vitantonio Liuzzi (CRG/Maxter), anch'egli futuro pilota di F1.

## Storia
Il kart nacque ufficialmente oltre oceano nell'estate del 1956 grazie ad Art Ingels, un tecnico della Kurtis Kraft che, assemblando dei materiali residui con un motore West Bend preso da una vecchia falciatrice inutilizzata, costruì un veicolo a motore per il divertimento del figlio.
L'idea ebbe un enorme successo e la diffusione del nuovo veicolo ludico fu rapidissima. Agli esemplari auto-costruiti, con cui i proprietari si sfidavano in un grande parcheggio di Pasadena, si affiancarono già dal 1957 i kart realizzati dalla Go Kart Manufacturing Company di Azusa, la cui denominazione aziendale fin da allora si confuse col nome del prodotto.
Nel 1959 si disputò a Nassau la prima competizione internazionale, impropriamente definita "campionato mondiale" in quanto non fu sancita dalla Federazione Internazionale dell'Automobile. Al tempo le auto da corsa erano diventate sempre più costose, il numero di partecipanti si andava assottigliando ed il costo dei biglietti delle gare aumentava; il karting sanò in parte la situazione, richiedendo spese contenute, pur dando sensazioni vicine a quelle delle auto da corsa.

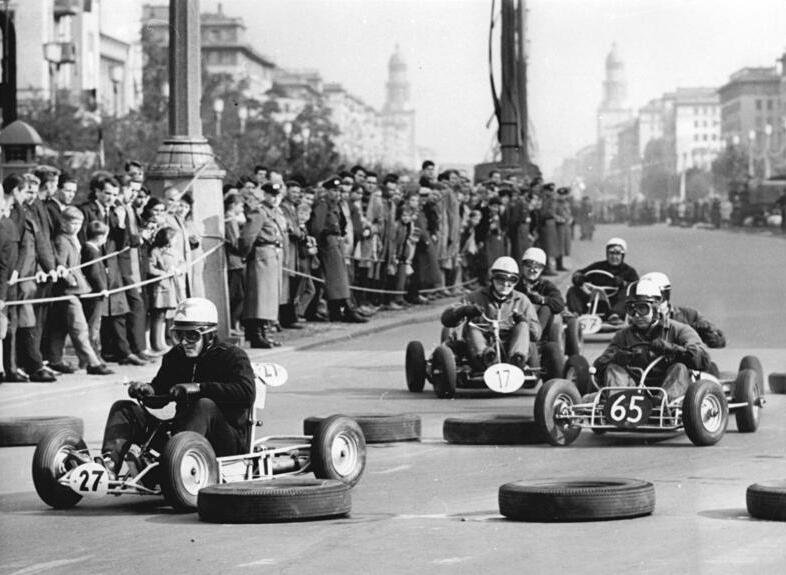
Gara di kart a Berlino Est nel 1963

La storia kartistica italiana ebbe inizio nel 1957, quando Nicolò Donà Delle Rose acquistò un kart con motore Villiers 175 a Londra e lo portò a Milano, per divertirsi con gli amici sulla pista riservata agli automodelli del Circuito di Monza. Considerato il successo che il kart otteneva negli USA e in Inghilterra, Donà decise di avviarne la produzione in piccola serie, affidando la realizzazione dei telai alla Fuchs di Milano, con motori statunitensi West Bend o McCulloch. Gli esemplari prodotti andarono a ruba tra i primi appassionati e utilizzati su piste minori, come il circuito dell'Idroscalo, poi denominato "Pista Rossa", o sulla Pista d'Oro di Guidonia alle porte di Roma. Tra le scuderie kartistiche nate in quei mesi, da segnalare la Birel, oggi affermata casa costruttrice del settore.
In quel periodo pionieristico, quando in Italia le gare avvenivano principalmente su circuiti realizzati nella piazza principale del paese delimitando il tracciato con balle di paglia, questi veicoli erano soprannominati "cancelli" per via dell'estrema semplicità costruttiva dei telai che assomigliano a dei cancelli con le ruote.
Visto il successo del kartismo che, dati i costi limitati, consentiva l'accesso allo sport automobilistico a una vasta fascia di appassionati, Donà decise di promuovere tale sport e, contemporaneamente, di realizzare macchine completamente italiane, fondando la Italkart, quale sezione di una sua azienda, la Dogi Lecco. Nel contempo anche la Parilla iniziò a interessarsi della produzione kartistica, avviando la progettazione di un motore specifico e affidandola a Cesare Bossaglia, considerato il massimo progettista italiano per motori a due tempi.
In questo periodo relativamente lungo se rapportato agli sport motoristici i kart hanno subito un affinamento tecnologico: i materiali si sono evoluti, le forme si sono affinate, le lavorazioni meccaniche hanno innalzato il livello di precisione, carburanti e lubrificanti hanno aumentato il loro livello di protezione e prestazioni, gli pneumatici hanno innalzato enormemente il loro livello di tenuta. Una cosa però il kart non ha subito: lo stravolgimento dell'idea iniziale che ispirò le prime realizzazioni; la filosofia dell'essenziale è rimasta essenzialmente invariata: un telaio nudo in tubi, un motore dalla semplicità assoluta, 4 ruote, le posteriori prive di differenziale, totale assenza di qualunque sistema di sospensioni.

## Tecnica

### Telaistica
I kart sono costituiti essenzialmente da un telaio tubolare in acciaio, privo di sospensioni e da un motore di piccola cilindrata (2 tempi da 50 cm³ a 125 cm³, 4 tempi da 150 cm³ a 250 cm³) che trasferisce il moto ad un assale rigido posteriore privo di differenziale: l'assenza delle sospensioni impone ai progettisti di ovviare tramite una calcolata deformabilità del telaio stesso, che deve permettere agli pneumatici di "copiare" l'asfalto per mantenere la maggiore superficie di contatto. I primi kart furono concepiti seguendo la filosofia automobilistica della massima rigidità torsionale, ma furono ben presto surclassati nella prima metà degli anni sessanta da nuovi modelli più flessibili (di produzione francese) e dal "Tecnokart Piuma" italiano del 1964, che presentava un restringimento del telaio nella zona centrale che permetteva la desiderata flessibilità tra avantreno e retrotreno, la cui architettura fu di ispirazione per molti altri produttori.
Il disegno del telaio può essere più o meno movimentato ed utilizzare tubolare di sezione differente al fine di migliorare le caratteristiche dinamiche del mezzo ed eventualmente adattarlo al tipo di pneumatici utilizzato, l'acciaio utilizzato è comunemente al Cromo-Molibdeno ed il tubolare ha una sezione compresa fra i 28 mm ed i 32 mm: i tubi che costituiscono il telaio sono saldati a filo. Comunemente i telai costituiti da tubolari di piccolo diametro si adattano meglio alle gomme di mescola morbida, viceversa i telai costituiti da tubolari di grande diametro si adattano meglio agli pneumatici meno performanti.
Il sistema frenante varia a seconda della tipologia di kart: quelli a marce hanno tre dischi, uno al retrotreno ed uno per ognuna delle ruote anteriori; i monomarcia hanno un singolo freno posteriore ma, negli ultimi anni, alcuni mezzi hanno anche dei piccoli freni anteriori ad azionamento manuale (molto utile per le staccate al limite). 
I telai moderni offrono un numero consistente di regolazioni che permettono di modificarne il comportamento in pista. Le principali regolazioni, presenti su tutti i telai tranne su quelli destinati al noleggio, sono: la larghezza delle carreggiate (max 140 cm al posteriore), l'altezza dal suolo, gli angoli caratteristici dell'avantreno (convergenza, camber, caster, king pin sostituendo i fuselli), lunghezza, spessore, diametro (sui telai più moderni si usano soltanto assali da 50 mm di diametro, invece in passato si usavano prima quelli da 35 poi quelli da 40) e durezza dell'assale posteriore, lunghezza dei mozzi (anteriori e posteriori), materiale di cui sono fatti i mozzi (alluminio o magnesio).
Alcuni telai offrono altresì la possibilità di aggiungere e rimuovere delle barre (volgarmente delle barre di torsione) che permettono di variarne la rigidità. Altra importantissima possibilità di messa a punto del telaio è il posizionamento del sedile (ogni telaio ha una sua posizione ideale, influenzata anche dal peso del pilota e dal suo stile di guida), oltre che la sua rigidità (modificabile in base al materiale di cui il sedile è fatto e allo spessore del materiale); sono poi importanti il numero, l'inclinazione e il posizionamento dei supporti di rinforzo del sedile, in quanto agiscono essi stessi da barre di irrigidimento. Altre possibilità di regolazione sono date dalla possibilità di fissaggio dei vari particolari, per esempio il paraurti posteriore, che può essere stretto o lasciato lento, o addirittura sostituito con uno più o meno rigido, anch'esso come fosse una barra.

### Aerodinamica
La componente più importante e che influisce maggiormente sull'aerodinamica è il guidatore. Sia per la sue componente di sezione frontale, sia per il suo fattore di forma, si cerca di ridurre il più possibile il suo impatto, andando ad utilizzare uno spoiler anteriore e lo spoiler frontale (noto anche come "frontalino") sagomati in modo da deviare il flusso d'aria dal guidatore, mentre gli altri elementi di carrozzeria e meccanica influiscono in modo marginale.
Nella maggior parte dei casi il coefficiente aerodinamico si attesta tra 0,6 e 0,8, con punti estremi quali 0,9 e 0,5 

### Motori e trasmissione
La prima differenziazione fra vari tipi di kart può essere fatta in base al motore: 4 tempi, 2 tempi 100 cm³ racing, 2 tempi 125 cm³ racing famiglia KF, 2 tempi 125 cm³ famiglia KZ e 125 cm³ famiglia TAG.
- I motori 4T, divisi in derivazione industriale e racing. I primi erogano una potenza limitata (a seconda dell'utilizzo, sempre meno di 12 CV) e vengono utilizzati esclusivamente per il noleggio a dilettanti privi di esperienza e per alcune categorie endurance con gare a squadre di notevole durata (anche 24 ore). Sono dotati di frizione centrifuga, spesso di trasmissione automatica e sono abbinati a telai rinforzati adatti alle sollecitazioni derivanti da un uso molto intenso. I secondi vengono utilizzati in campionati dedicati e dai dilettanti che vogliono manutenzioni diradate con lo svantaggio dell'elevato costo dei pezzi di ricambio rispetto a un 2t. Ce ne sono molte tipologie in circolazione, dai Wankel birotore da oltre 55 CV ai più tradizionali monocilindrici 4 valvole di derivazione enduro.
- I motori 2T 100 cm³ racing erogano una potenza di oltre 27 CV con carburatore a farfalla da 24 mm (oltre 30 CV con carburatore slide da 29 mm) e possono raggiungere regimi di rotazione superiori ai 20000 giri/min. Non sono dotati né di frizione centrifuga né di cambio di velocità ed hanno un rapporto di trasmissione fisso. L'immissione può essere lamellare o tramite valvola a disco rotante. Nonostante la potenza in assoluto limitata, grazie al peso ridotto (in ordine di gara, kart e pilota: circa 145 kg) ed all'ampio range di funzionamento del motore (8000 giri/min - 20000 giri/min) che permette l'utilizzo di rapporti di trasmissione estremamente corti, le prestazioni di questi mezzi sono estremamente interessanti. Esistono altresì dei motori 100 cm³ 2T racing dotati di ammissione controllata dal pistone dedicati ai piloti di età inferiore ai 14 anni, con caratteristiche simili ma con potenza di circa 20 CV, dotati di frizione centrifuga e con peso minimo inferiore. Tale famiglia di motori è scomparsa dal karting agonistico sostituita dalle varie categoria KF introdotte a partire dal 2007. Sopravvivono però molti esemplari in mano agli amatori non agonisti per via della loro estrema semplicità d'uso e manutenzione rispetto ai più complessi KF. Da qualche anno i 100 cm³ sono stati riammessi nelle gare come "categoria storica" in contorno delle gare nazionali, la 100 cm³ "storica" viene chiamata come categoria "Pre2000" e si svolgono delle gare nazionali/internazionali in Europa da partire in Inghilterra, in Italia, in Francia, in Danimarca e in Germania. I motori sono sempre i 100 cm³ (come regolamento sportivo dice che la massima cilindrata deve essere a 106 cm³) con il raffreddamento ad Aria a Lamelle o a Valvola che la scelta va al pilota, ma sono vietati i 100cm³ con la frizione come quelli "PistonPort". Invece i telai devono essere per forza in origine degli anni 90' (da partire con la omologa CIK 99 in giù) e il regolamento parla chiaro che sono vietati la ricostruzione dei telai con i tubi moderni. In queste gare 100 cm³ "storica" ci sono delle presenze di alcuni piloti appassionati della 100cm che erano rimasti orfani di gare e che divertono a restaurare i vecchi kart trovando in giro per internet a poco prezzo. Ci sono anche dei giovani piloti che vogliono provare il brivido dei 20000 giri/min e non mancano anche quei piloti del passato della categoria 100 cm³ degli anni 90-2000 avendo la tanta nostalgia di gare riprendendo i loro vecchi kart conservati in casa per ricordo. Da citare anche delle presenze di "lusso" come i vincitori di campionati Italiani, Europei e anche i Campioni del Mondo CIK-FIA di ieri e di oggi: Luca Corberi, Colin Brown, Alessandro Piccini e Gert Munkholm. Da citare in queste gare 100 cm³ "storica" hanno richiamato dei vecchi preparatori (che si sono persi nelle categorie monomarca moderne o alcuni andati in pensione) e decidere in rimettersi in gioco con i loro vecchi motori per rivivere delle loro vecchie sfide che hanno fatto la storia della categoria 100 cm³ dove i nostalgici ne parlano ancora oggi.
- I motori 2T 125 cm³ racing della famiglia KF sono dotati di frizione centrifuga, rapporto fisso, valvola allo scarico (KF1, KF2), ammissione lamellare, controalbero di bilanciamento, accensione elettrica ed un regime di rotazione limitato elettronicamente: 16.000 Rpm (KF1), 15.000 Rpm (KF2), 14.000 Rpm (KF3). Erogano una potenza compresa fra i quasi 40 CV del KF1 ed i 36 CV del KF3. Di fatto dal 2007 hanno preso il posto nel karting agonistico dei più semplici motori 2T 100 cm³.
- I motori 2T 125 cm³ racing della famiglia KZ dotati di cambio manuale sequenziale a 6 rapporti e frizione erogano una potenza ben superiore a 46 CV a 13000 giri/min circa (allungo in fuorigiri fino a circa 15000 - 15500 giri/min). Anche per questi motori l'immissione può essere lamellare o tramite valvola rotante, anche se ormai quest'ultima in disuso in quanto bandita nelle gare internazionali oramai da diversi anni. L'ultimo esponente di tale famiglia di motori è stato il quasi mitico TM KV95, un motore rimasto nel cuore degli appassionati per l'erogazione estremamente violenta. La notevole potenza a disposizione unita al cambio meccanico ed un peso comunque limitato (in ordine di gara, kart e pilota 170 kg per la KZ2) permettono a questi mezzi prestazioni assolute di tutto rispetto, addirittura nelle accelerazioni brevi (0–60 km/h) paragonabili a quelle delle moderne F1. Basti pensare che un 125 passa da 0 a 100 km/h in meno di 4 secondi potendo raggiungere anche velocità in gara su alcune piste di oltre 150 km/h, mettendosi alle spalle mezzi di ben altra cavalleria. Sebbene forniscano prestazioni esuberanti i motori della categoria KZ devono sottostare ad alcune limitazioni dettate dal regolamento ad esempio:
  - volume camera di scoppio minimo 13cc
  - accensione ad anticipo fisso
  - carburatore unificato Dellorto Vhsh 30 (in precedenza Phbh 30)
  - numero di rapporti e spaziatura cambio definita da fiches.
- I motori 2T 125 cm³ della famiglia TaG erogano potenze comprese fra i 20 ed i 30 CV (ma alcune versioni più recenti superano i 35CV) con un regime limitato elettronicamente per aumentare affidabilità e durata. Sono dotati di rapporto di trasmissione fisso (tranne alcune recenti versioni dotate di 2 rapporti prodotto dalla Rotax) come i motori 2T 100 cm³ racing; ma a differenza di questi sono dotati di frizione centrifuga ed avviamento elettrico per facilitarne l'utilizzo (da cui il nome TaG: Touch and Go, in Italiano "premi e parti"). L'immissione è comunemente lamellare. Le prestazioni dei kart equipaggiati con questi motori sono leggermente inferiori a quelle dei comuni motori 2T 100 cm³ Racing, a causa del peso delle batterie che alimentano il motorino di avviamento. Lo scopo dichiarato dei TAG, oltre alla facilità di utilizzo, è quello della limitazione delle spese di manutenzione, divenute già eccessive sui comuni motori 2T racing 100 cm³, fatto che ha allontanando molti piloti amatoriali dalle gare nazionali. Per tale ragione vengono utilizzate in categorie monomarca dedicate (es. Rotax, Easykart, ROK cup). Sulla scia del successo di queste categorie la Federazione ha introdotto le nuove categorie KF in sostituzione delle categorie 100 cm³, cercando in qualche modo di riprodurre i concetti principali dei TaG (quindi limitatore di giri, accensione elettrica ecc) ma fallendo clamorosamente. È ora evidente che certi concetti utili per contenere i costi in ambito monomarca sono completamente fallimentari e sortiscono l'effetto contrario in regime di concorrenza fra motoristi, dove la via maestra per il contenimento dei costi è la semplicità.
- Dal 2016 sono usciti nuovi motori detti OK a presa diretta con valvola di decompressione, accensione con limitatore di giri e valvola di scarico(non presente nella categoria Junior).

Le maggiori case internazionali di motori per kart sono italiane e tra le più importanti troviamo: IAME-Parilla, Motori Pavesi, Maranello Engines, TM Racing, Maxter, Vortex, PCR, LKE, DeBei, CRS, SGM, Modena Engines e infine Minarelli, famosa per la produzione di motori per motocicli, specialmente 2 tempi.
Meritano inoltre di essere menzionate la DAP, all'epoca gestita dai fratelli Achille e Angelo Parrilla, ora non più operativa, casa pluriiridata che realizzò il motore 100 cm³ Italsistem SV, caratterizzato dall'aspirazione a disco rotante frontale comandato da cinghia dentata, e la MBA, conosciuta anche come Morbidelli (dal cognome del fondatore), anch'essa non più in attività nella produzione di motori, famosa per il motore 125 bicilindrico per moto da g.p., poi adattato al kart, il più popolare motore bicilindrico da kart mai esistito e le cui termiche sono state utilizzati per anni da altri costruttori tipo Gianni Balen.
Una menzione a parte meritano le categorie Superkart oltreoceano, che utilizzano motori 2t bicilindrici racing di ben 250 cm³ di derivazione motociclistica e che corrono su veri e propri autodromi come Laguna Seca.

### Pneumatici
Dopo l'impiego iniziale di ruote per carrelli industriali o motociclistiche, dal battistrada scolpito e non progettati per l'uso specifico, negli anni sessanta l'azienda statunitense Carlisle immette sul mercato dei prodotti specifici, con cerchi da 4 o 5 pollici di diametro e battistrada "slick", seguita poi dai maggiori produttori mondiali.
I kart utilizzano pneumatici slick (a battistrada liscio) di larghezza 7.1 (posteriori) e 4.5 pollici (anteriori) montati su cerchi da 5 o 6 pollici di diametro. I cerchi possono essere in alluminio o magnesio; il materiale con cui è fatto il cerchio influenza le temperature delle gomme, a causa della loro diversa conducibilità termica. Questa è minore nell'alluminio e per questo è utilizzato nelle condizioni di bagnato. L'ampia superficie degli pneumatici, il peso ridotto in ordine di marcia e le mescole speciali utilizzate conferiscono ai mezzi velocità di percorrenza delle curve ed accelerazioni laterali elevatissime. La seconda fondamentale differenziazione fra le categorie è proprio in base agli pneumatici: maggiore è il livello di tenuta offerto da questi maggiore è il livello di difficoltà e quindi prestigio delle categorie. Nelle categorie internazionali vengono utilizzati pneumatici talmente performanti da permettere accelerazioni laterali superiori ai 2 g (in condizioni di pista ottimale si possono superare addirittura i 3 g) e dalla durata appena sufficiente a coprire la distanza di una gara (circa 22–25 km). In caso di pista bagnata i kart vengono equipaggiati con pneumatici rain con dimensioni e caratteristiche simili.
Altro fattore che ha allontanato molti piloti dalle gare è stato l'utilizzo, anche nelle categorie nazionali destinate ai non professionisti, di pneumatici tanto performanti da richiedere un impegno fisico ed economico eccessivo. Fisico per via delle notevoli accelerazioni che il pilota è tenuto a sopportare, rendendo indispensabile un allenamento specifico, economico in quanto tali pneumatici hanno una durata molto limitata ed un costo comunque piuttosto elevato.
La maggiore casa produttrice di pneumatici per kart è ancora una volta situata in territorio italiano, ed è la Vega S.p.A. di Saronno (VA), che era stata fondata col nome di Quattro Stelle. In Italia ha sede anche la più piccola Le Cont S.p.A.

### Pesi
In funzione del mezzo in uso, più o meno amatoriale (potenza, peso, prestazioni delle gomme, presenza del cambio di velocità), e dell'età dei piloti ammessi è sempre stato imposto un peso minimo regolamentare: si va dagli 85 kg (kart + pilota) della cat. 60 baby, per i piloti dai 6 ai 7 anni, ai 180 kg (kart + pilota) della categoria 125 cm³ Prodriver over 35, per i piloti di oltre 35 anni. I piloti particolarmente leggeri che non raggiungono il peso minimo regolamentare della categoria in cui possono/vogliono concorrere sono costretti ad appesantire il telaio con un'apposita zavorra in piombo al fine di non trarre indebiti vantaggi. Il peso minimo regolamentare è un elemento che influisce considerevolmente sulle prestazioni velocistiche dei kart, soprattutto sui mezzi privi di cambio di velocità, poiché il peso in eccesso influisce negativamente in tutte le accelerazioni in cui non c'è pattinamento delle ruote motrici.
Inoltre, il peso del pilota alza il baricentro del mezzo aumentando la pressione a terra del battistrada e quindi l'impegno degli pneumatici che tendono a scaldarsi e consumarsi di più, con conseguenze deleterie per le prestazioni, sia sul giro secco che soprattutto sulla distanza di gara. I piloti professionisti nelle competizioni internazionali hanno un peso generalmente compreso fra i 70 e gli 80 kg, quindi anche i telai sono sviluppati per lavorare (flettere) in tale range. Si stima che, a seconda della categoria e della pista, 10 kg di peso in più oltre il peso minimo regolamentare valgano dai 0,5s fino ad oltre 1s al giro (su pista asciutta), un'enormità nel karting agonistico dove i distacchi spesso di misurano in centesimi di secondo.
Su pista bagnata tale handicap si annulla fino a diventare in alcuni casi un vantaggio: mentre lo svantaggio in accelerazione permane (ma si riduce notevolmente in quanto si riducono le porzioni di pista in cui il kart può accelerare senza pattinamento), la maggior facilità nello scaldare gli pneumatici diventa un vantaggio apprezzabile che si traduce in velocità di percorrenza delle curve più elevate. Infatti, sono tutt'altro che rari i casi, soprattutto nelle categorie amatoriali, di piloti in evidente sovrappeso (oltre 10/15 kg) che diventano estremamente più competitivi sotto la pioggia.
Le principali categorie sono divise in base alla tabella seguente:
| Età (anni)          | Categoria                    | Peso minimo (Kg)      |
| ------------------- | ---------------------------- | --------------------- |
| da 8 a 9 anni       | 60 Baby                      | 95                    |
| da 8 a 10 anni      | 125 Rotax micro              | 105                   |
| da 8 a 10 anni      | 60 Mini u.10 (under 10)      | 110                   |
| da 10 a 12 anni     | 60 Gr3                       | 110                   |
| da 10 a 12 anni     | 125 Rotax mini               | 115                   |
| da 12 a 15 anni     | OKJN (nazionale)             | 145                   |
| da 12 a 15 anni     | OKJ (intenazionale)          | 145                   |
| da 12 a 15 anni     | 125 Rotax Junior             | 145                   |
| da 14 anni e 6 mesi | 100cc Historic/100cc Pre2000 | 150                   |
| da 14 anni e 6 mesi | OK Nazionale                 | 145                   |
| da 14 anni e 6 mesi | 125 KZ2                      | 175                   |
| da 14 anni e 6 mesi | 125 KZN Under                | 175                   |
| da 15 anni          | 125 Rotax max                | 160                   |
| da 14 anni e 6 mesi | 125cc TAG                    | 165                   |
| da 14 anni e 6 mesi | 125cc X30                    | 165                   |
| da 15 anni          | 125 KZ2                      | 175                   |
| da 35 anni          | 125 KZN Over                 | 175                   |
| oltre 35 anni       | 125 Rotax max over           | 168                   |
| da 14 anni          | Rental 250cc                 | 184 (Regolamento SWS) |

### Prestazioni e forze
I motori 125 cm³ a marce di ultima generazione permettono a questi mezzi di superare i 150 km/h in gara ma, modificando il rapporto, si possono raggiungere anche velocità maggiori (oltre i 200 km/h senza scia). L'accelerazione da 0 a 100 km/h è inferiore ai 4 secondi mentre le accelerazioni longitudinali in curva possono in alcune condizioni arrivare a superare i 3g.

## Campionati mondiali

### Kart monomarcia
| Anno  | Pilota             | Materiale                   | Categoria          | 2º classificato     | 3º classificato  |
| ----- | ------------------ | --------------------------- | ------------------ | ------------------- | ---------------- |
| 1959* | Robert Allen       | X-Terminator/McCulloch MC10 | Kart               |                     |                  |
| 1960* | Robert Allen       | X-Terminator/McCulloch MC10 | Kart               |                     |                  |
| 1961* | Robert Allen       | Fox Kart/McCulloch MC20     | Kart               |                     |                  |
| 1964  | Guido Sala         | Tecno/Parilla               | Kart               | Cancellieri (I)     | Costantini (I)   |
| 1965  | Guido Sala         | Tecno/BM                    | Kart               | Ihle (D)            | Henzemans (NL)   |
| 1966  | Susanna Raganelli  | Tecno/Parilla               | Kart               | Engstorm (B)        | Peterson (S)     |
| 1967  | Edgardo Rossi      | Birel/Parilla               | Kart               | Goldstein (B)       | Pernigotti (I)   |
| 1968  | Thomas Nillson     | Robardie/BM                 | Kart               | Pernigotti (I)      | Allen (GB)       |
| 1969  | François Goldstein | Robardie/Parilla            | Kart               | Allen (GB)          | Fletcher (GB)    |
| 1970  | François Goldstein | Robardie/Parilla            | Kart               | Ferris (GB)         | Peters (D)       |
| 1971  | François Goldstein | Taifun/Parilla              | Kart               | Peters (D)          | Allen (GB)       |
| 1972  | François Goldstein | Taifun/Parilla              | Kart               | Brandhofer (D)      | Steeds (GB)      |
| 1973  | Terry Fullerton    | Birel/Komet                 | Kart               | Hagenbuch (CH)      | Peterz (ZA)      |
| 1974  | Riccardo Patrese   | Birel/Komet                 | Kart               | Cheever (I)         | Goldstein (B)    |
| 1975  | François Goldstein | BM/BM                       | Kart               | De Angelis (I)      | Lane (GB)        |
| 1976  | Felice Rovelli     | BM/BM                       | Kart               | Larsson (S)         | Bott (D)         |
| 1977  | Felice Rovelli     | BM/BM                       | Kart               | Allen (GB)          | Larsson (S)      |
| 1978  | Lake Speed         | Birel/Parilla               | Kart               | Zoser (A)           | Forsman (S)      |
| 1979  | Peter Koene        | Dap/Dap                     | Kart               | Senna da Silva (BR) | Fullerton (GB)   |
| 1980  | Peter de Bruijn    | Swiss Hutless/Parilla       | Kart               | Senna da Silva (BR) | Fullerton (GB)   |
| 1981  | Mike Wilson        | Birel/Komet/Dunlop          | Formula K (135 cc) | Forsman (S)         | Melgrati (I)     |
| 1982  | Mike Wilson        | Birel/Komet/Dunlop          | Formula K (135 cc) | Forsman (S)         | Danielsson (S)   |
| 1983  | Mike Wilson        | Birel/Komet/Dunlop          | Formula K (135 cc) | Forsman (S)         | Bolineau (F)     |
| 1984  | Jorn Haase         | Kalì/Komet/Dunlop           | Formula K (135 cc) | Bugatti (I)         | Forsman (S)      |
| 1985  | Mike Wilson        | Kalì/Komet/Dunlop           | Formula K (135 cc) | Bugatti (I)         | Haase (I) / (DK) |
| 1986  | Augusto Ribas      | Birel/Komet/Dunlop          | Formula K (135 cc) | Kroger (USA)        | Kenedy (USA)     |
| 1987  | Giampiero Simoni   | PCR/PCR/Bridgestone         | Formula K (135 cc) | Kristensen (DK)     | Mediani (I)      |

| Anno | Categoria          | Pilota              | Materiale                            | 2º classificato | 3º classificato | Categoria          | Pilota                 | Materiale                        | 2º classificato | 3º classificato |
| ---- | ------------------ | ------------------- | ------------------------------------ | --------------- | --------------- | ------------------ | ---------------------- | -------------------------------- | --------------- | --------------- |
| 1988 | Formula K (135 cc) | Mike Wilson         | CRG/Komet/Dunlop                     | Simoni (I)      | Mediani (I)     | Formula A (100 cc) | Emmanuel Collard       | CRG/Rotax/Dunlop                 | De Simone (I)   | Coubard (F)     |
| 1989 | Formula K (135 cc) | Mike Wilson         | CRG/Komet/Dunlop                     | De Simone (I)   | Goossens (B)    | Formula A          | Gert Munkholm          | PCR/Atomik/Bridgestone           | Orsini (I)      | Henzemans (NL)  |
| 1990 | Formula K (100 cc) | Jan Magnussen       | CRG/Rotax/Bridgestone                |                 |                 | Formula A          | Danilo Rossi           | CRG/Rotax/Dunlop                 |                 |                 |
| 1991 | Formula K          | Jarno Trulli        | All Kart/Parilla/Dunlop              |                 |                 | Formula A          | Alessandro Manetti     | Tony Kart/Rotax/Bridgestone      |                 |                 |
| 1992 | Formula K          | Danilo Rossi        | CRG/Rotax/Dunlop                     |                 |                 | Formula A          | Nicola Gianniberti     | Tony Kart/Rotax/Vega             |                 |                 |
| 1993 | Formula Super A    | Nicola Gianniberti  | Haase/Rotax/Dunlop                   |                 |                 | Formula A          | David Terrien          | Sodi Kart/Rotax/Vega             |                 |                 |
| 1994 | Formula Super A    | Alessandro Manetti  | CRG (Epoch "oval") /Rotax/Vega       |                 |                 | Formula A          | Marco Barindelli       | Haase/Rotax/Vega                 |                 |                 |
| 1995 | Formula Super A    | Massimiliano Orsini | Swiss Hutless/Italsistem/Bridgestone |                 |                 | Formula A          | Gastao Fraguas         | Tony Kart/Italsistem/Bridgestone |                 |                 |
| 1996 | Formula Super A    | Johnny Mislijevic   | Tony Kart/Vortex/Bridgestone         |                 |                 | Formula A          | Jean Christophe Ravier | Tony Kart/Vortex/Bridgestone     |                 |                 |
| 1997 | Formula Super A    | Danilo Rossi        | CRG/CRG/Dunlop                       |                 |                 | Formula A          | James Courtney         | Tony Kart/Vortex/Bridgestone     |                 |                 |
| 1998 | Formula Super A    | Davide Forè         | Tony Kart/Vortex/Bridgestone         |                 |                 | Formula A          | Ruben Carrapatoso      | Tony Kart/Vortex/Bridgestone     |                 |                 |
| 1999 | Formula Super A    | Danilo Rossi        | CRG/CRG/Dunlop                       |                 |                 | Formula A          | Franck Perera          | Tony Kart/Vortex/Bridgestone     |                 |                 |
| 2000 | Formula Super A    | Davide Forè         | Tony Kart/Vortex/Bridgestone         |                 |                 | Formula A          | Colin Brown            | Top Kart/Parilla/Bridgestone     |                 |                 |

| Anno | Pilota               | Materiale                    | Categoria       |
| ---- | -------------------- | ---------------------------- | --------------- |
| 2001 | Vitantonio Liuzzi    | CRG/Maxter/Bridgestone       | Formula Super A |
| 2002 | Giedo van der Garde  | CRG/Maxter/Bridgestone       | Formula Super A |
| 2003 | Wade G. Cunningham   | CRG/Maxter/Bridgestone       | Formula A       |
| 2004 | Davide Forè          | Tony Kart/Vortex/Bridgestone | Formula A       |
| 2005 | Oliver Oakes         | Gillard/Parilla/Bridgestone  | Formula A       |
| 2006 | Davide Forè          | Tony Kart/Vortex/Bridgestone | Formula A       |
| 2007 | Marco Ardigò         | Tony Kart/Vortex/Bridgestone | KF1             |
| 2008 | Marco Ardigò         | Tony Kart/Vortex/Bridgestone | KF1             |
| 2009 | Arnaud kozlinski     | Crg/Maxter/Bridgestone       | Super KF        |
| 2010 | Nyck de Vries        | Zanardi/Parilla/Dunlop       | KF2             |
| 2011 | Nyck de Vries        | Zanardi/Parilla/Bridgestone  | KF1             |
| 2012 | Flavio Camponeschi   | Tony Kart/Vortex/Bridgestone | KF1             |
| 2013 | Tom Joyner           | Zanardi/TM/Vega              | KF2             |
| 2014 | Lando Norris         | FA Kart/Vortex/Dunlop        | KF              |
| 2015 | Karol Basz           | Kosmic/Vortex/Vega           | KF              |
| 2016 | Pedro Hiltbrand      | CRG/Parilla/Le Cont          | OK              |
| 2017 | Danny Keirle         | Zanardi/Parilla/Bridgestone  | OK              |
| 2018 | Lorenzo Travisanutto | KR/Parilla/Bridgestone       | OK              |
| 2019 | Lorenzo Travisanutto | KR/Parilla/Bridgestone       | OK              |
| 2020 | Callum Bradshaw      | Tony Kart/Vortex/Lecont      | OK              |
| 2021 | Tuukka Taponen       | Tony Kart/Vortex/MG          | OK              |
| 2022 | Matheus Morgatto     | KR/Iame/MG                   | OK              |
| 2023 | Kirill Kutskov       | KR/Iame/MG                   | OK              |
| 2024 | Ethan Jeff-Hall      | CRG/Iame/Maxxis              | OK              |

- Il segno * indica i campionati del Mondo non omologati dalla FIA.

### Kart a marce
| 1983  | Gianni Mazzola      | Birel (modello Conte Nero) /Balen/Dunlop | Formula C |
| 1984  | Gabriele Tarquini   | Kalì/Balen/Dunlop                        | Formula C |
| 1985  | Piermario Cantoni   | Kalì/Balen/Dunlop                        | Formula C |
| 1986  | Fabrizio Giovanardi | Tony Kart/Pavesi/Bridgestone             | Formula C |
| 1987  | Alessandro Piccini  | DAP/Pavesi/Bridgestone                   | Formula C |
| 1988  | Peter Rydell        | All Kart/Pavesi/Dunlop                   | Formula C |
| 1989  | Gianluca Giorgi     | Kalì/Kalì/Dunlop                         | Formula C |
| 1990  | Alessandro Piccini  | Birel/Pavesi/Bridgestone                 | Formula C |
| 1991  | Alessandro Piccini  | Birel/Pavesi/Dunlop                      | Formula C |
| 1992  | Danilo Rossi        | Kalì/Pavesi/Dunlop                       | Formula C |
| 1993  | Alessandro Piccini  | Kalì/Pavesi/Dunlop                       | Formula C |
| 1994  | Jarno Trulli        | Tony Kart/Pavesi/Dunlop                  | Formula C |
| 1995  | Gianluca Beggio     | Biesse/TM/Vega                           | Formula C |
| 1996  | Gianluca Beggio     | Biesse/TM/Bridgestone                    | Formula C |
| 1997  | Gianluca Beggio     | Birel/TM/Bridgestone                     | Formula C |
| 1998  | Gianluca Beggio     | Birel/TM/Bridgestone                     | Formula C |
| 1999  | Francesco Laudato   | Birel/TM//Dunlop                         | Formula C |
| 2000  | Gianluca Beggio     | Birel/TM//Bridgestone                    | Formula C |
| 2003* | Robert Dirks        | Birel/TM/Vega                            | Super ICC |
| 2004* | Ennio Gandolfi      | Birel/TM/Vega                            | Super ICC |
| 2005* | Francesco Laudato   | Birel/TM/Vega                            | Super ICC |
| 2006* | Davide Forè         | Tony Kart/Vortex/Vega                    | Super ICC |
| 2007* | Jonathan Thonon     | CRG/Maxter/Dunlop                        | KZ1       |
| 2008* | Jonathan Thonon     | CRG/Maxter/Dunlop                        | KZ1       |
| 2009* | Jonathan Thonon     | CRG/Maxter/Dunlop                        | KZ1       |
| 2010* | Bas Lammers         | Intrepid/TM/Dunlop                       | KZ1       |
| 2011* | Jonathan Thonon     | CRG/Maxter/Dunlop                        | KZ1       |
| 2011* | Joey Hanssen        | Lenzo Kart/TM/Dunlop                     | KZ2       |
| 2012* | Bas Lammers         | Praga/Parilla/Bridgestone                | KZ1       |
| 2012* | Jordon Lennox Lamb  | CRG/Maxter/Bridgestone                   | KZ2       |
| 2013* | Max Verstappen      | CRG/TM/Brigestone                        | KZ1       |
| 2013* | Dorian Boccolacci   | Energy/TM/Bridgestone                    | KZ2       |
| 2014  | Marco Ardigò        | Tony Kart/Vortex/Bridgestone             | KZ        |
| 2014* | R.Van Der Burgt     | DR/TM/LeCont                             | KZ2       |
| 2015* | Jorrit Pex          | CRG/TM/Brigestone                        | KZ        |
| 2015* | Thomas Laurent      | Tony Kart/Vortex/LeCont                  | KZ2       |
| 2016* | Paolo De Conto      | CRG/TM/Brigestone                        | KZ        |
| 2016* | Pedro Hiltbrand     | CRG/Maxter/Bridgestone                   | KZ2       |
| 2017* | Paolo De Conto      | CRG/TM/Brigestone                        | KZ        |
| 2017* | Alex Irlando        | Sodi/TM/Bridgestone                      | KZ2       |
| 2018* | Patrik Hájek        | kosmic/Vortex/Lecont                     | KZ        |
| 2018* | Matteo Viganó       | Tony Kart/Vortex/LeCont                  | KZ2       |
| 2019  | Marijn Kremers      | Birel/TM/MG                              | KZ        |
| 2020  | Jeremy Iglesias     | FK/TM/MG                                 | KZ        |
| 2021  | Noah Millell        | Tonykart/Vortex/MG                       | KZ        |

- Il segno * indica le coppe del Mondo, non campionati mondiali.

## WSK Promotion
WSK è il campionato di riferimento del karting internazionale. La serie, nata nel 2006, si è evoluta costantemente fino al raggiungimento dell'interesse da parte di tutti i principali costruttori mondiali. Fino al 2009 si era chiamata WSK; successivamente si divise in WSK Euro Series, WSK Master Series e WSK Final Cup.
Di seguito tutti i campioni WSK.
| Anno | Categoria | Titolo piloti                            | Eurocup                      |
| ---- | --------- | ---------------------------------------- | ---------------------------- |
| 2006 | Formula A | Valtteri Bottas (Gillard/Parilla)        | Gillard                      |
| 2006 | Super-ICC | Jules Bianchi (Maranello/Maxter)         | Maranello                    |
| 2006 | ICA       | Miquel Julia Perello (CRG/Maxter)        | CRG                          |
| 2006 | Junior    | Will Stevens (Tony Kart/Parilla)         | Tony Kart                    |
| 2007 | KZ2       | Jonathan Thonon (CRG/Maxter)             | CRG Racing Team              |
| 2007 | KF2       | Yannick De Brabander (Maranello/Parilla) | Maranello                    |
| 2007 | KF3       | Matteo Viganò (Birel/MRC)                | Birel MGM                    |
| 2008 | KF1       | Sauro Cesetti (Birel/TM)                 | Birel Motorsport             |
| 2008 | KZ2       | Marco Ardigò (Tony Kart/Vortex)          | Tony Kart Racing Team        |
| 2008 | KF2       | Flavio Camponeschi (Tony Kart/Vortex)    | Tony Kart Racing Team        |
| 2008 | KF3       | Nyck de Vries (Zanardi/Parilla)          | Chiesa Corse                 |
| 2009 | Super KF  | Arnaud Kozlinski (CRG/Maxter)            | CRG Racing Team              |
| 2009 | KZ2       | Bas Lammers (Intrepid/TM)                | Intrepid Racing Team         |
| 2009 | KF2       | Ben Cooper (Tony Kart/Vortex)            | Tony Kart Junior Racing Team |
| 2009 | KF3       | Nyck de Vries (Zanardi/Parilla)          | Chiesa Corse                 |

### WSK - Euro Series
| Anno | Categoria | Titolo piloti                         | Eurocup                  |
| ---- | --------- | ------------------------------------- | ------------------------ |
| 2010 | Super KF  | Armand Convers (Kosmic/Vortex)        | Kosmic Racing Department |
| 2010 | KZ1       | Jonathan Thonon (CRG/Maxter)          | Intrepid Driver Program  |
| 2010 | KZ2       | Paolo De Conto (Energy/TM)            | Energy Corse Racing Team |
| 2010 | KF2       | Ignazio D'Agosto (Tony Kart/Vortex)   | Tony Kart Racing Team    |
| 2010 | KF3       | Max Verstappen (CRG/Maxter)           | CRG Racing Team          |
| 2011 | Super KF  | Nyck de Vries (Zanardi/Parilla)       | Chiesa Corse             |
| 2011 | KZ1       | Rick Dreezen (Tony Kart/Vortex)       | Tony Kart Racing Team    |
| 2011 | KZ2       | Joel Johansson (Energy/TM)            | Energy Corse             |
| 2011 | KF2       | Stefano Cucco (Birel/Parilla)         | M.G.M. Racing            |
| 2011 | KF3       | Max Verstappen (CRG/Maxter)           | CRG Racing Team          |
| 2012 | KF2       | Charles Leclerc (ART GP/Parilla/Vega) | ART GP                   |
| 2012 | KF3       | Alex Palou (CRG/BMB/Vega)             | CRG                      |
| 2012 | KZ1       | Jorrit Pex (CRG/TM/Bridgestone)       | CRG                      |
| 2012 | KZ2       | Simas Juodvirsis (Energy/TM/Dunlop)   | Energy Corse             |
| 2013 | KF2       | Dorian Boccolacci (Energy/TM/Vega)    | Energy Corse             |
| 2013 | KF3       | Lando Norris (FaKart/Vortex/Vega)     | Ricky Flynn Motorsport   |
| 2013 | KZ1       | Max Verstappen (CRG/TM/Bridgestone)   | CRG                      |
| 2013 | KZ2       | Riccardo Negro (DR/TM/Dunlop)         | DR Racing                |

### WSK - World Series
| Anno | Categoria | Titolo piloti                    | Eurocup                      |
| ---- | --------- | -------------------------------- | ---------------------------- |
| 2010 | Super KF  | Armand Convers (Kosmic/Vortex)   | Kosmic Racing Department     |
| 2010 | KZ2       | Jonathan Thonon (CRG/Maxter)     | CRG Racing Team              |
| 2010 | KF2       | Sébastien Bailly (Kosmic/Vortex) | Tony Kart Junior Racing Team |
| 2010 | KF3       | Max Verstappen (CRG/Maxter)      | CRG Racing Team              |